# Хигстон (Џорџија)
Хигстон (Џорџија) (енгл. Higgston) град је у америчкој савезној држави Џорџија. По попису становништва из 2010. у њему је живело 323 становника.

## Демографија
Према попису становништва из 2010. у граду је живело 323 становника, што је 7 (2,2%) становника више него 2000. године.
| Група             | 2000.       | 2010.       |
| Белци             | 250 (79,1%) | 241 (74,6%) |
| Афроамериканци    | 61 (19,3%)  | 67 (20,7%)  |
| Азијати           | 0 (0,0%)    | 0 (0,0%)    |
| Хиспаноамериканци | 3 (0,9%)    | 15 (4,6%)   |
| Укупно            | 316         | 323         |